# Buffalo Bisons (IHL)
I Buffalo Bisons sono stati una squadra di hockey su ghiaccio dell'International Hockey League con sede nella città di Buffalo, nello stato di New York. Nacquero nel 1928 e si sciolsero nel 1936 dopo aver giocato alcune partite nella neonata American Hockey League.

## Storia
I Buffalo Bisons esordirono nella Canadian Professional Hockey League nella stagione 1928-29. Dopo un solo anno di permanenza la formazione entrò a far parte di una nuova lega chiamata International Hockey League. Buffalo conquistò il titolo della IHL per due campionati consecutivi nel 1931-32 e nel 1932-33 aggiudicandosi il F. G. "Teddy" Oke Trophy.
Il 17 marzo 1936 i Bisons dovettero abbandonare la Peace Bridge Arena a causa di un'improvvisa tempesta di neve che causò il crollo del tetto; per questo motivo dovettero giocare il resto della stagione 1935-36 sempre in trasferta. L'anno successivo la squadra si iscrisse alla International-American Hockey League, oggi nota come American Hockey League. Le prime gare casalinghe furono disputate in un palazzetto a Niagara Falls, in Canada. Tuttavia la capacità ridotta del palazzetto non consentì alla squadra di guadagnare abbastanza soldi per poter pagare i giocatori; già nel mese di dicembre i Bisons furono costretti a cessare le attività dopo soli 11 incontri disputati, con 3 vittorie e 8 sconfitte all'attivo.
L'hockey professionistico ritornò in città nel 1940 quando i Syracuse Stars si trasferirono a Buffalo cambiando il proprio nome proprio in Bisons. Nel frattempo fu costruito un nuovo palazzetto del ghiaccio, il Buffalo Memorial Auditorium, che dal 1970 iniziò ad ospitare le gare dei Buffalo Sabres.

## Record stagione per stagione
| Stagione              | Division | Gare | V  | S  | P  | Punti | GF  | GS  | Piazzamento | Play-off                                                    |
| --------------------- | -------- | ---- | -- | -- | -- | ----- | --- | --- | ----------- | ----------------------------------------------------------- |
| Buffalo Bisons (CPHL) |          |      |    |    |    |       |     |     |             |                                                             |
| 1928-29               | CPHL     | 42   | 17 | 18 | 7  | 41    | 89  | 72  | 5°          |                                                             |
| Buffalo Bisons (IHL)  |          |      |    |    |    |       |     |     |             |                                                             |
| 1929-30               | IHL      | 42   | 26 | 12 | 4  | 56    | 102 | 67  | 2°          | vince semifinali (Detroit) 2-1 perde finale (Cleveland) 1-3 |
| 1930-31               | IHL      | 48   | 30 | 13 | 5  | 65    | 115 | 76  | 1°          | 2º posto girone finale                                      |
| 1931-32               | IHL      | 48   | 25 | 14 | 9  | 59    | 106 | 80  | 1°          | 1º posto girone finale                                      |
| 1932-33               | IHL      | 44   | 26 | 12 | 6  | 58    | 128 | 70  | 2°          | 1º posto girone finale                                      |
| 1933-34               | IHL      | 44   | 20 | 13 | 11 | 51    | 90  | 66  | 2°          | 2º posto girone finale                                      |
| 1934-35               | IHL      | 44   | 20 | 18 | 6  | 40    | 113 | 100 | 3°          |                                                             |
| 1935-36               | IHL      | 48   | 22 | 20 | 6  | 50    | 109 | 101 | 2°          | vince 1º turno (Cleveland) 3-1 perde finale (Windsor) 1-2   |
| Buffalo Bisons (AHL)  |          |      |    |    |    |       |     |     |             |                                                             |
| 1936-37               | AHL      | 42   | 17 | 18 | 7  | 41    | 89  | 72  | 5°          | squadra sciolta                                             |

## Palmarès

### Premi di squadra
- F. G. "Teddy" Oke Trophy: 2

1931-1932, 1932-1933